# كينغ كلانسي
كينغ كلانسي هو لاعب هوكي جليد كندي، ولد في 25 فبراير 1903 في أوتاوا في كندا، وتوفي في 10 نوفمبر 1986 في تورونتو في كندا.

## وصلات خارجية
- كينغ كلانسي على موقع دوري الهوكي الوطني (الإنجليزية)
- كينغ كلانسي على موقع EliteProspects.com (الإنجليزية)
- كينغ كلانسي على موقع HockeyDB.com (الإنجليزية)
- كينغ كلانسي على موقع Hockey-Reference.com (الإنجليزية)
- كينغ كلانسي على موقع قاعة كندا للمشاهير الرياضية (الإنجليزية)
- كينغ كلانسي على موقع قاعة أونتاريو للمشاهير الرياضية (مؤرشف) (الإنجليزية)